# Ігнатов Ігор Валентинович
Ігор Валентинович Ігнатов — український громадський діяч. З грудня 2008 р. — секретар Федерації Профспілок України.

## Біографічні дані
Народився 18 липня 1970 року у м. Харцизьк (Донецька область, Україна) у родині держслужбовців.

## Освіта
У 1989 році закінчив Харцизький металургійний технікум за спеціальністю «електрообладнання промислових підприємств», кваліфікація — «технік-електрик».
У 2004 році закінчив Національну юридичну академію ім. Ярослава Мудрого (м. Харків, Україна) за спеціальністю «юрист-правознавець».
Має свідоцтво на здійснення адвокатської діяльності.

## Кар'єра
- 1987—1993 рр. — інструктор рятувальної служби Донецького обласного відділення рятувальної служби.
- В 1989 році поступив на роботу електромонтером на Харцизькому трубному заводі.
- 1989—1991 рр. — служба у Радянській армії у Чехословаччині.
- 1991—1992 рр. — після повернення з армії продовжив працювати електромонтером на Харцизькому трубному заводі.
- 1992—2005 рр. — займав низку керівних посад (директор ООО «Студобанк», ЗАТ НПП «Агротехпром»).
- 2005—2007 рр. — генеральний директор ЗАТ «Одеська цукрова компанія».
- 2001—2007 рр. — директор ООО «Жовтневий цукровий комбінат».
- 2007—2008 рр. — заступник генерального директора Державного концерну «Укрморпорт» (призначений Розпорядженням Кабінету Міністрів № 1060-р від 28 листопада 2007 р).
- З грудня 2008 року — секретар Федерації профспілок України.

## Хобі
Майстер спорту з скелелазіння, кандидат на звання майстра спорту з альпінізму.

## Участь у суспільній діяльності
Член Міжвідомчої комісії з протидії неправомірному поглинанню та захопленню підприємств при Кабінеті Міністрів України, Робочої Групи з дотримання прав профспілок при РНБО, Комісії з реформування системи пільг при Київській міській раді, Робочої групи з реформування податкової системи в рамках соціального діалогу в Україні.

## Діяльність на посаді секретаря ФПУ
На думку низки експертів з появою у 2008 році в керівництві ФПУ нової команди, а саме, Василя Хара та Ігоря Ігнатова, спостерігається підвищення активності українського профспілкового руху і закріплення в ньому позицій ФПУ. Під керівництвом Василя Хара та Ігоря Ігнатова в ФПУ реалізується комплексна соціальна програма з надання додаткових пільг та гарантій членам профспілок, які входять до Федерації профспілок України (проект Соціальна Картка).

## Інформація про Федерацію профспілок України
Федерація профспілок України (ФПУ) — найбільше всеукраїнське профспілкове об'єднання, в яке входять більш як 85 % членів профспілок країни. Створена у 1990 р. До складу ФПУ входить 44 галузеві членські організації та 27 територіальних об'єднань. Численність первинних профспілкових організацій, що входять до ФПУ, станом на 1 січня 2009 р становила 89 424 організацій, загальна кількість членів — 9 208,5 тис. осіб. Федерація профспілок України входить до Міжнародної конфедерації профспілок, Всеєвропейської регіональної ради профспілок, Всезагальної конфедерації профспілок.